# 保谷市
保谷市（日语：／ Hōya shi */?）是過往位於日本東京都多摩地域的市。最早可追溯至1889年成立的埼玉縣新座郡保谷村，1896年編入埼玉縣北足立郡，1907年改隸東京府（今東京都前身），1940年升格為町，1967年再升格為市。2001年（平成13年）1月21日與田無市合併為西東京市。保谷市是日本光学企业豪雅（HOYA）的创始地点，豪雅的品牌名称也来自保谷市的日语罗马字拼写。
1. ↑  .   [2023-04-06]. （原始内容存档于2023-05-12）.